# Salacgrīva
Salacgrīva (deutsch: Salismünde, estnisch: Salatsi) ist eine Hafenstadt mit etwa 3000 Einwohnern an der Rigaer Bucht im Norden Lettlands. Im Jahr 2022 zählte sie 2.520 Einwohner.

## Geschichte
Das Gebiet war von den Liven besiedelt. Ab 1207 bestand an der Mündung der Salaca ein Handelsplatz des Erzbischofs von Riga, der ab 1226 mit einer Burg gesichert wurde. Nach 1561 gehörte das Gebiet zu Polen-Litauen. In den Kriegen mit Schweden wurde die Burg zerstört. Nachdem der Ort 1721 Teil des Russischen Reiches geworden war, starb die Livische Sprache hier langsam aus. 1870 wurde das Flussbett vertieft und ein Hafen eröffnet. Dies führte zur Ansiedlung von Industrie- und Handwerksbetrieben. Allerdings sank die Bedeutung Salacgrīvas, als 1903 im benachbarten Ainaži ebenfalls ein Hafen eröffnet wurde, der 1912 einen Eisenbahnanschluss (Schmalspur) erhielt. Nach dem Zweiten Weltkrieg stieg die Einwohnerzahl wieder, als eine große Fischverarbeitungsfabrik errichtet wurde.
2009 schloss sich die Stadt Salacgrīva mit der Stadt Ainaži und den drei Landgemeinden (pagasts) Ainaži, Liepupe und Salacgrīva zum Bezirk Salacgrīva (Salacgrīvas novads) zusammen. Dieser Bezirk wurde 2021 Teil eines größeren Bezirk Limbaži.

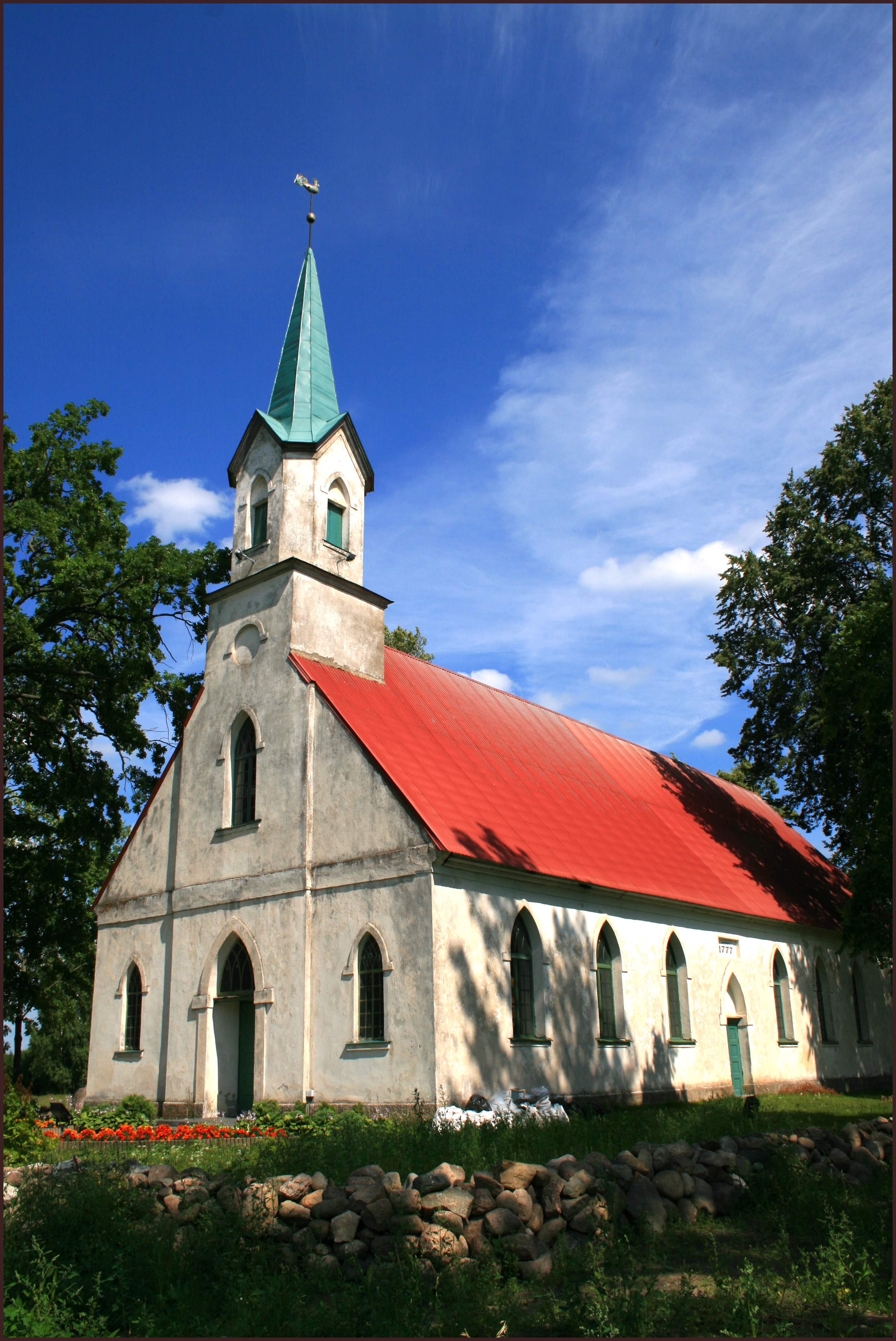
Evangelisch-lutherische Kirche, erbaut von 1853 bis 1857
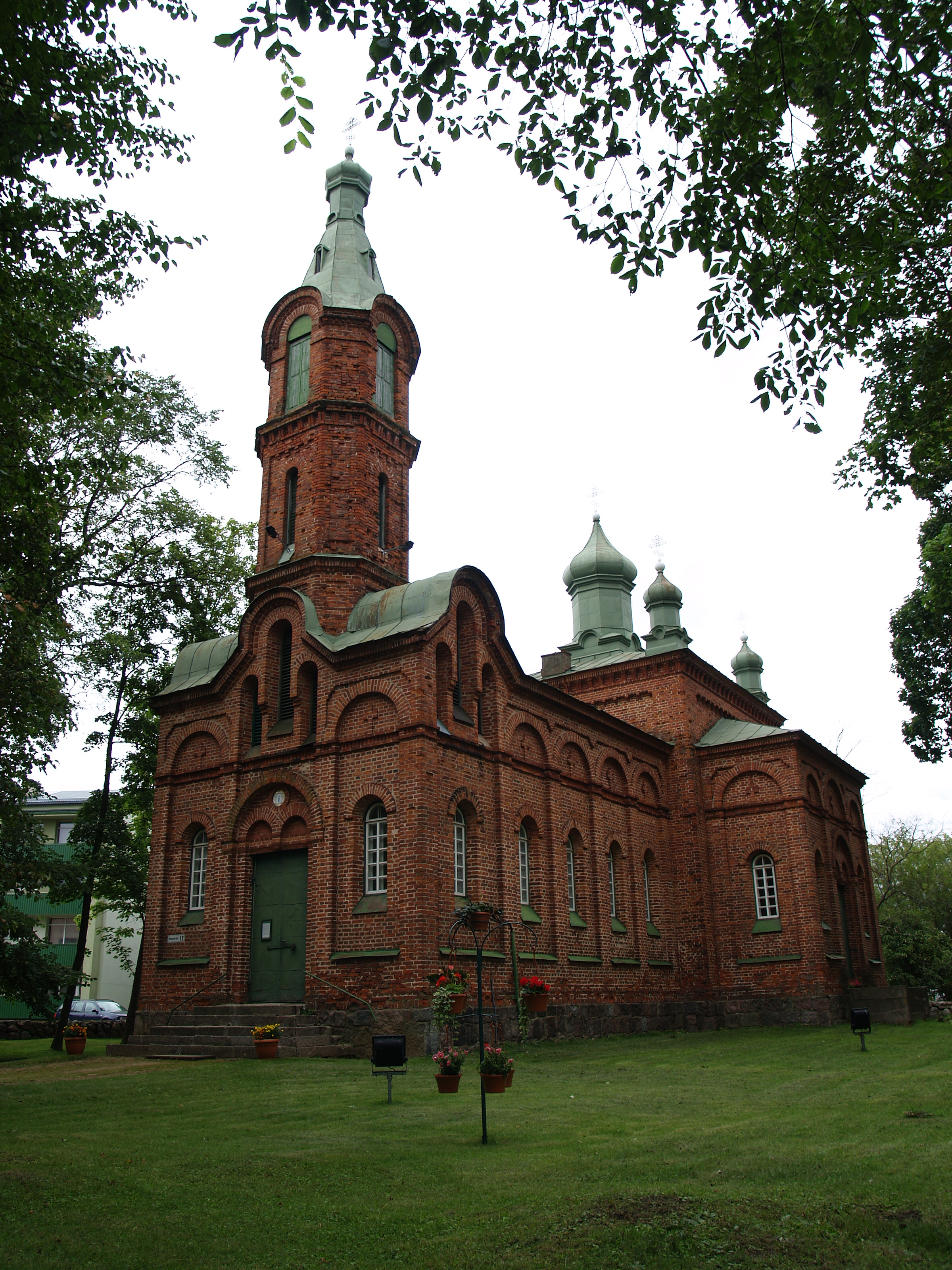
Orthodoxe Kirche Unserer lieben Frau, erbaut 1873, Architekt Robert August Pflug
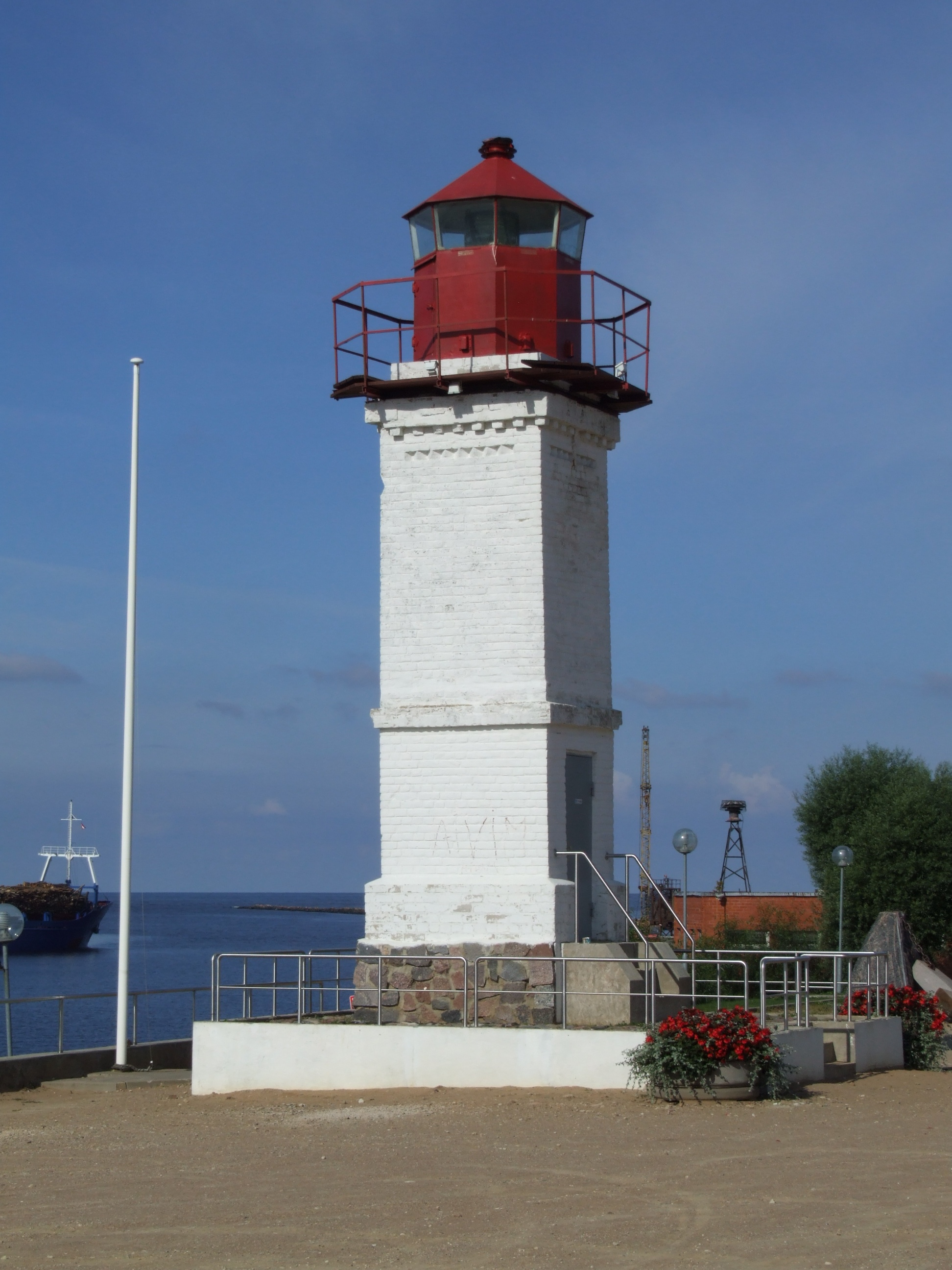
Alter Leuchtturm von Salacgrīva, erbaut 1933, seit 1970 außer Betrieb
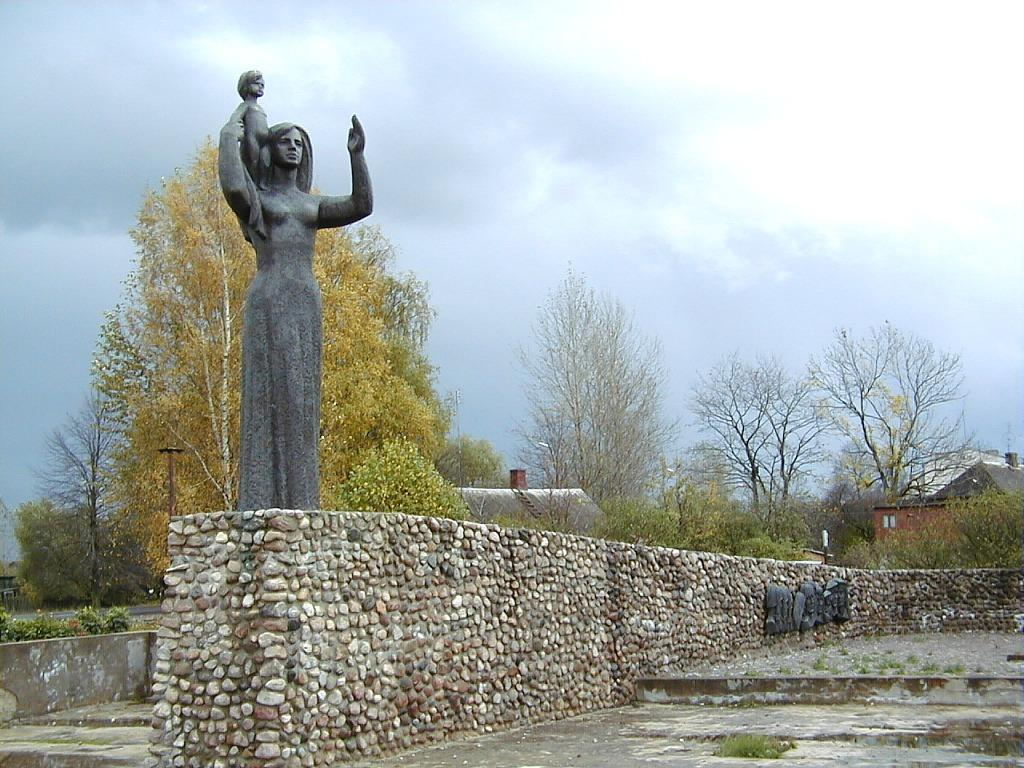
Denkmal für Seeleute in Salacgriva

## Personen
- Wilhelm Schlau (1886–1978), deutsch-baltischer Pädagoge und Philologe
- Indulis Emsis (* 1952), Biologe und Politiker